# آربالییو
آربالییو دهستانی در استان آبیلای اسپانیا است.
در این دهستان ۱۲۹ نفر زندگی می‌کنند. مساحت این دهستان ۱۵٫۱۵ کیلومتر مربع است.